# Rožanci
Rožanci (izvirno srbsko Рожанци) je naselje v Srbiji, ki upravno spada pod Občino Barajevo; slednja pa je del mesta Beograd.

## Demografija
V naselju živi 418 polnoletnih prebivalcev, pri čemer je njihova povprečna starost 42,4 let (42,8 pri moških in 42,0 pri ženskah). Naselje ima 171 gospodinjstev, pri čemer je povprečno število članov na gospodinjstvo 3,06.
To naselje je v glavnem srbsko (glede na popis iz leta 2002), a v času zadnjih treh popisov je opazno zmanjšanje števila prebivalcev.
|  |

| Demografija | Demografija     | Demografija     |
| Leto        | Št. prebivalcev | Št. prebivalcev |
| ----------- | --------------- | --------------- |
|             |                 |                 |
|             |                 |                 |
|             |                 |                 |
|             |                 |                 |
| 1948        | 760             |                 |
| 1953        | 801             |                 |
| 1961        | 708             |                 |
| 1971        | 634             |                 |
| 1981        | 637             |                 |
| 1991        | 625             | 607             |
| 2002        | 549             | 523             |
|             |                 |                 |

| Etnična sestava po popisu iz leta 2002 | Etnična sestava po popisu iz leta 2002 | Etnična sestava po popisu iz leta 2002 | Etnična sestava po popisu iz leta 2002 | Etnična sestava po popisu iz leta 2002 |
| -------------------------------------- | -------------------------------------- | -------------------------------------- | -------------------------------------- | -------------------------------------- |
| Srbi                                   | Srbi                                   |                                        | 513                                    | 98,08%                                 |
| Črnogorci                              | Črnogorci                              |                                        | 2                                      | 0,38%                                  |
| Madžari                                | Madžari                                |                                        | 2                                      | 0,38%                                  |
| Jugoslovani                            | Jugoslovani                            |                                        | 2                                      | 0,38%                                  |
| Makedonci                              | Makedonci                              |                                        | 1                                      | 0,19%                                  |
| Neznano                                | Neznano                                |                                        | 3                                      | 0,57%                                  |